# Península Rozhen

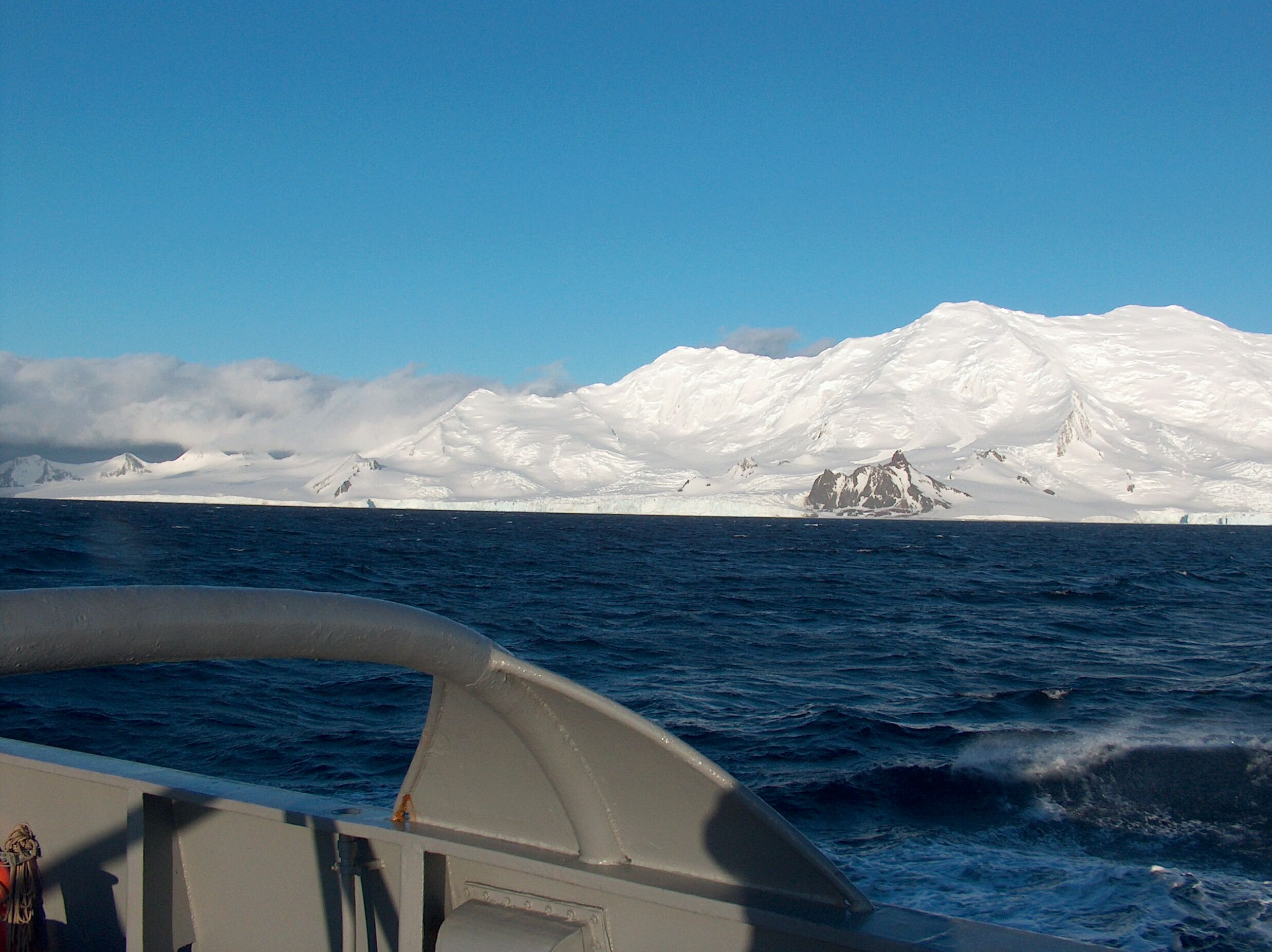
Vista de la península.

La península Rozhen (Poluostrov Rozhen, pronunciado \po-lu-'os-trov 'ro-zhen\) se extiende a lo largo de 9 kilómetros en dirección suroeste hacia punta Barnard en la isla Livingston del grupo de las islas Shetland del Sur en la Antártida. Está delimitada por bahía Falsa al oeste, bahía Brunow y el estrecho de Bransfield al sureste.
La península se bautizó con este nombre en honor al monasterio de Rozhen situado en las montañas Pirin en Bulgaria.

## Localización
La península se encuentra 62°43′00″S 60°15′00″O / -62.71667, -60.25000 (UK Directorate of Overseas Surveys mapping de 1968, mapa español del Servicio Geográfico del Ejército en 1991, y mapa búlgaro de 2005 basado en estudios topográficos de 1995/6 y 2004/5).